# Flore des îles Kerguelen
La flore des îles Kerguelen des îles et des eaux qui les entourent est à distinguer.

## Végétation terrestre

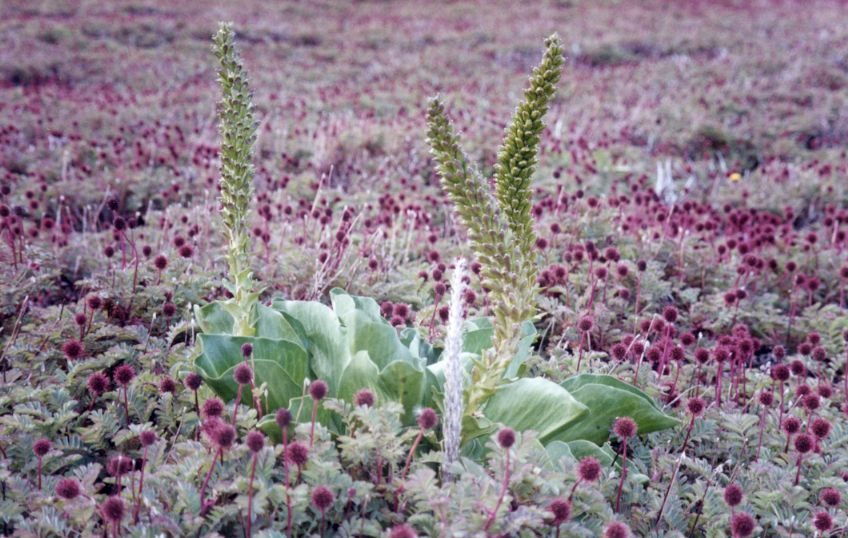
Choux de Kerguelen au milieu d'un champ d'Acaena magellanica.

Les terrains côtiers, jusque vers 50 m d'altitude, sont généralement couverts d'une végétation basse herbacée, classée dans la catégorie des toundras. Plus haut, le sol minéral domine et la végétation se fait plus rare, par touffes éparses, ou plus discrète, sous forme de mousses et de lichens[réf. nécessaire], dont un des plus communs est Aspiciliopsis macrophthalma .
Aucun arbre, aucun arbuste ne marque le paysage. Ce ne fut pas toujours ainsi car dans certains sédiments, on peut trouver des troncs fossilisés d'arbres de la famille des Araucariaceae, témoins d'époques géologiques où les îles Kerguelen connaissaient un climat plus chaud qu'aujourd'hui.
Originellement, le principal type de végétation de basse altitude était constitué d'un tapis épais et continu d'azorelle (Azorella selago) sur lequel pouvaient s'implanter diverses autres espèces comme le célèbre chou de Kerguelen, Pringlea antiscorbutica (famille des Brassicaceae) décrit dès 1776 par le chirurgien William Anderson de l'expédition de James Cook. L'azorelle (famille des Apiaceae) a en effet une croissance en coussin : la pousse de l'année forme une couche serrée qui vient surmonter celle de l'année précédente. L'espèce Lyallia kerguelensis (famille des Hectorellaceae), la seule espèce strictement endémique de l'archipel, a également une croissance en  coussin. Les coussins d'azorelle peuvent dépasser 1 m d'épaisseur et des pieds voisins s'agréger en une nappe continue. Il est très difficile de marcher dans ce type de végétation, il faut d'ailleurs s'en abstenir pour ne pas l'abîmer. En revanche, ce milieu tendre est idéal pour certaines espèces d'oiseaux marins qui peuvent y creuser leurs terriers de reproduction.
L'introduction et la prolifération des lapins ont provoqué la destruction de cet habitat auquel s'est substituée une prairie monospécifique à Acaena magellanica (famille des Rosaceae), plante ressemblant à une petite pimprenelle.
C'est uniquement sur les îles et îlots indemnes de lapins que l'on peut encore trouver aujourd'hui les tapis d'azorelle. Le chou de Kerguelen a pratiquement subi le même sort.
L'implantation d'autres mammifères a également des conséquences sur la végétation : consommation des graines de chou de Kerguelen par les souris, réduisant ainsi les capacités de régénération de l'espèce, consommation des lichens par les rennes, etc.
Dans les fonds plats ou près des ruisseaux, les sols sont souvent gorgés d'eau. Il s'y développe alors une végétation tourbeuse dominée par les mousses. Cette végétation peut paraître homogène en surface mais recouvrir parfois des terrains mouvants, les "souilles", dans lesquels les randonneurs s'enfoncent brutalement jusqu'à la ceinture.
Les espèces végétales introduites sur l’île, volontairement ou non, comme le pissenlit ou la sagine, prolifèrent souvent au détriment des espèces locales.

## Liste des plantes terrestres natives des îles Kerguelen[3]

### Dicotylédones[3]
- Acaena magellanica (Rosaceae)
- Callitrice antarctica (Plantaginaceae)
- Galium antarcticum (Rubiaceae)
- Montia fontana (Portulacaceae)
- Ranuculus biternatus (Ranunculaceae)
- Ranunculus moseleyi (Ranunculaceae)
- Ranunculus pseudotrullifolius (Ranunculaceae)
- Azorella selago (Apiaceae)
- Colobanthus kerguelensis (Caryophyllaceae)
- Leptinella plumosa (Asteraceae)
- Crassula moschata (Crassulaceae)
- Limosella australis (Scrophulariaceae)
- Pringlea antiscorbutica (Brassicaceae)
- Lyallia kerguelensis (Hectorellaceae)

### Monocotylédones[3]
- Deschampsia antarctica (Poaceae)
- Agrostis magellanica (Poaceae)
- Festuca contracta (Poaceae)
- Poa cookii (Poaceae)
- Poa kerguelensis (Poaceae)
- Juncus scheuchzeriodes (Juncaceae)
- Uncinia compacta (Cyperaceae)

### Liste des plantes subantarctiques et leur répartition dans les différentes îles[3]
|                               | Géorgie du Sud | Ile Marion | Îles Crozet | Îles Kerguelen | Ile Heard | Ile Maquarie |
| Acaena magellanica            | 1              | 1          | 1           | 1              | 1         | 1            |
| Acaena minor                  |                |            |             |                |           | 1            |
| Acaena tenera                 | 1              |            |             |                |           |              |
| Callitriche antarctica        | 1              | 1          | 1           | 1              | 1         | 1            |
| Galium antarcticum            | 1              |            | 1           | 1              |           | 1            |
| Coprosma perpusilla           |                |            |             |                |           | 1            |
| Montia fontana                | 1              | 1          | 1           | 1              | 1         | 1            |
| Ranunculus biternatus         | 1              | 1          | 1           | 1              |           |              |
| Ranunculus crassipes          |                |            |             |                | 1         | 1            |
| Ranunculus moseleyi           |                | 1          |             | 1              |           |              |
| Ranunculus pseudotrullifolius |                |            |             | 1              |           |              |
| Azorella macquariensis        |                |            |             |                |           | 1            |
| Azorella selago               |                | 1          | 1           | 1              | 1         |              |
| Hydrocotyle novae-zeelandiae  |                |            |             |                |           | 1            |
| Colobanthus affinis           |                |            |             |                |           | 1            |
| Colobanthus apetalus          |                |            |             |                |           | 1            |
| Colobanthus kerguelensis      |                | 1          | 1           | 1              | 1         |              |
| Colobanthus muscoides         |                |            |             |                |           | 1            |
| Colobanthus quitensis         | 1              |            |             |                |           |              |
| Colobanthus subulatus         | 1              |            |             |                |           |              |
| Stellaria parviflora          |                |            |             |                |           | 1            |
| Leptinella plumosa            |                | 1          | 1           | 1              | 1         | 1            |
| Pleurophyllum hookeri         |                |            |             |                |           | 1            |
| Crassula moschata             |                | 1          | 1           | 1              |           | 1            |
| Limosella australis           |                | 1          | 1           | 1              |           |              |
| Pringlea antiscorbutica       |                | 1          | 1           | 1              | 1         |              |
| Cardamine corymbosa           |                |            |             |                |           | 1            |
| Lyallia kerguelensis          |                |            |             | 1              |           |              |
| Epilobium brunnescens         |                |            |             |                |           | 1            |
| Epilobium pendunculare        |                |            |             |                |           | 1            |
| Myriophyllum triphyllum       |                |            |             |                |           | 1            |
| Stilbocarpa polaris           |                |            |             |                |           | 1            |
| Nematoceras dienema           |                |            |             |                |           | 1            |
| Nematoceras sulcatum          |                |            |             |                |           | 1            |
| Deschampsia antarctica        | 1              |            | 1           | 1              | 1         |              |
| Deschampsia caespitosa        |                |            |             |                |           | 1            |
| Deschampsia chapmanii         |                |            |             |                |           | 1            |
| Agrostis magellanica          |                | 1          | 1           | 1              |           | 1            |
| Festuca contracta             | 1              |            |             | 1              |           | 1            |
| Alopecurus magellanicus       | 1              |            |             |                |           |              |
| Phleum alpinum                | 1              |            |             |                |           |              |
| Puccinellia macquariensis     |                |            |             |                |           | 1            |
| Poa cookii                    |                | 1          | 1           | 1              | 1         | 1            |
| Poa flabellata                | 1              |            |             |                |           |              |
| Poa foliosa                   |                |            |             |                |           | 1            |
| Poa kerguelensis              |                |            |             | 1              | 1         |              |
| Poa litorosa                  |                |            |             |                |           | 1            |
| Juncus inconspicuus           | 1              |            |             |                |           |              |
| Juncus pusillus               |                |            | 1           | 1              |           |              |
| Juncus scheuchzerioides       | 1              | 1          | 1           | 1              |           | 1            |
| Luzula crinita                |                |            |             |                |           | 1            |
| Rostkovia magellanica         | 1              |            |             |                |           |              |
| Uncinia compacta              |                | 1          | 1           | 1              |           |              |
| Uncinia divaricata            |                |            |             |                |           | 1            |
| Uncinia hookeri               |                |            |             |                |           | 1            |
| Uncinia macrolepis            | 1              |            |             |                |           |              |
| Carex trifida                 |                |            |             |                |           | 1            |
| Isolepis aucklandicus         |                |            |             |                |           | 1            |
|                               |                |            |             |                |           |              |
| Somme                         | 17             | 15         | 17          | 22             | 11        | 37           |
| Plantes endémiques            | 0              | 0          | 0           | 1              | 0         | 4            |

## Végétation marine

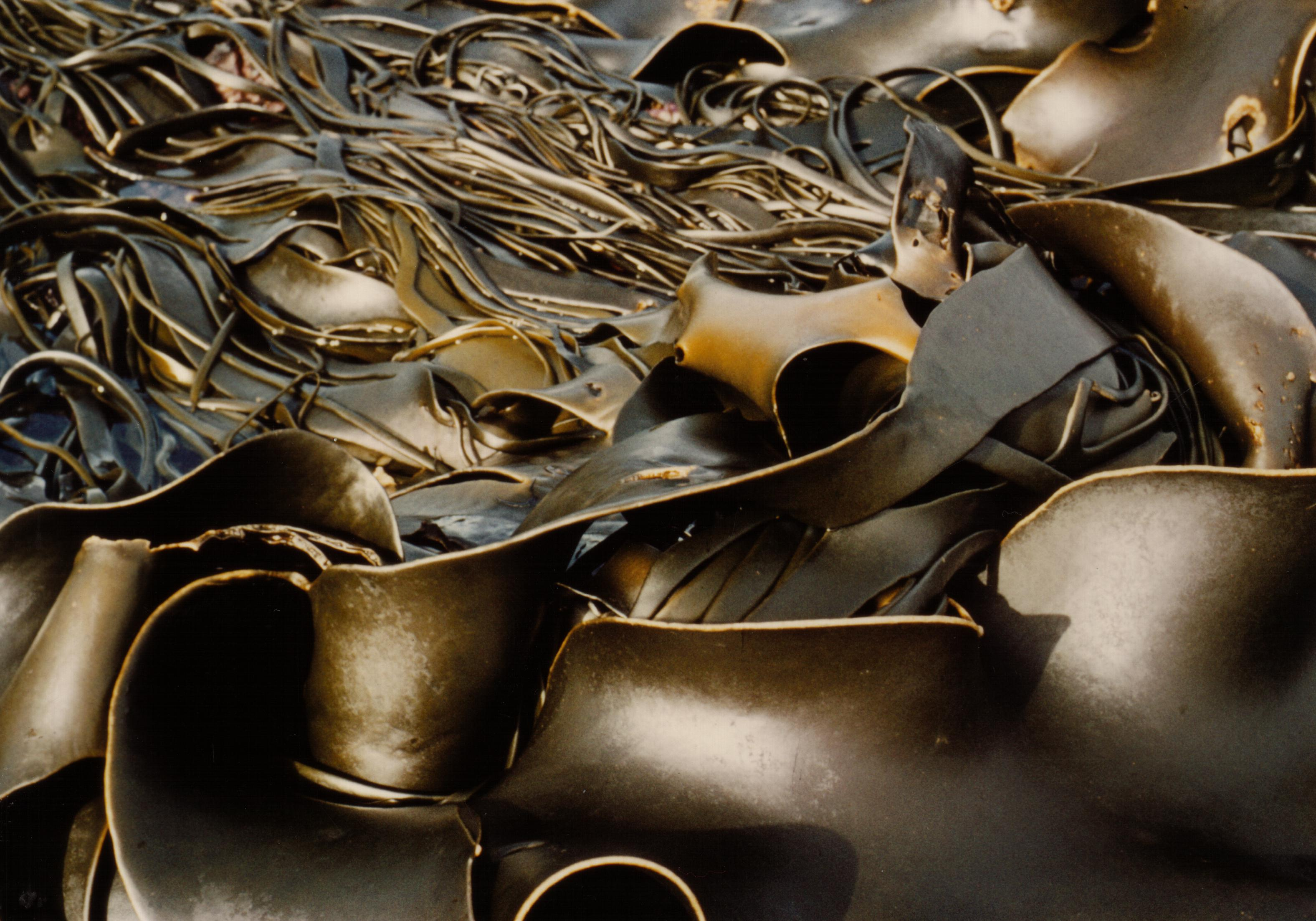
Lanières flottantes de Durvilléas formant une ceinture côtière

Autant la végétation terrestre est peu développée, autant la flore marine est exubérante, notamment grâce à la présence d'algues brunes géantes :  les macrocystis (Macrocystis pyrifera) qui forment de véritables forêts sous-marines et les durvilléas (Durvillaea antartica) qui festonnent la majeure partie des côtes rocheuses.
Les « herbiers » de macrocystis se développent dans les eaux dont la profondeur est généralement comprise entre 3 et 20 m. Accrochées au fond par des crampons ramifiés, les algues se dressent vers le haut sous forme de colonnes tressées de plusieurs dizaines de cordons puis s'étalent longuement en surface grâce à des flotteurs placés à la base de multiples frondes semblables à des feuilles gaufrées. Les macrocystis peuvent couvrir de très grandes étendues (celle qui entoure les îles Leygues est plus vaste que la forêt de Fontainebleau) où la navigation est pratiquement impossible car les lanières s'emmêlent dans les hélices et les bloquent. Les forêts de macrocystis hébergent sur les îles Kerguelen assez peu de vertébrés mais beaucoup d'invertébrés colorés ainsi qu'une grande diversité d'algues rouges. Les tempêtes arrachent régulièrement des quantités importantes d'algues géantes qui viennent s'échouer et pourrir sur les plages sous forme de matelas pouvant atteindre plusieurs mètres d'épaisseur. Ces échouages d'algues forment l'une des bases essentielles de l'écosystème local. 